# Michael Eisen
Michael Bruce Eisen (Boston, 13 de abril de 1967) é um biólogo estadunidense.
É atualmente investigador no Instituto Médico Howard Hughes e professor associado de Genética, Genômica e Desenvolvimento na Universidade da Califórnia em Berkeley.